# Сміла (судно)
«Сміла» (А541, у 1996—2018: U541, до 1996: УК-68) — навчальне судно Військово-Морських Сил України. Побудоване у часи СРСР в Польщі, з 1996 р. — у складі ВМСУ як навчальний катер.

## Історія судна

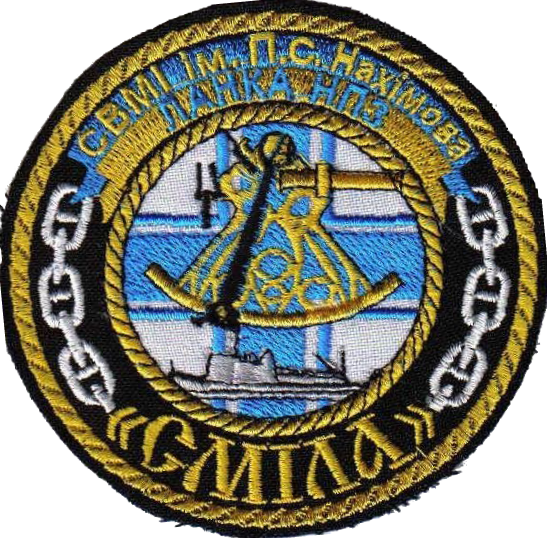

У складі ВМС України навчальний катер ВМС ЗС України «Сміла»:
- з 10.08.1997 р. по 27.11.2000 р. — у складі 5-го дивізіону кораблів охорони водного району;

Доковий ремонт цього судна відбувався у 1998 році на ХССРЗ ім. «Комінтерна» в Херсоні.
- з 27.11.2000 р. по 29.12.2000 р. — у складі 5-ї бригади ОВР;

- з 29.12.2000 р. по 30.10.2002 р. — у складі 22-го дивізіону катерів охорони рейду.

- з 30.10.2002 р. і по теперішній час навчальний катер ВМС ЗС України «Сміла» входить до складу суден забезпечення Академії Військово-Морських Сил імені П. С. Нахімова, та базується у Стрілецькій бухті Севастополя.
- 29.04.2014 р., під час інтервенції РФ до Криму, катер був виведений з Севастополя до Одеси.[2]

У період з 24 вересня по 4 жовтня 2016 року, катери U541 «Сміла» і U782 «Сокаль» взяли участь у поході Чорним морем з близько 40 курсантами факультету Військово-Морських Сил Національного університету «Одеська морська академія» на борту.
Цим походом було відновлено катерну практику майбутніх офіцерів із заходами до іноземних портів. Цього року в такому поході взяли участь навчальні катери ВМС ЗС України — U540 «Чигирин» і U542 «Нова Каховка».
У жовтні 2017 року проходив доковий ремонт на Чорноморському суднобудівному заводі, який було завершено 12 грудня 2017 року. Це перший з 1998 року доковий ремонт цього судна.
В 2018 році при переході ВМС на класифікацію кораблів за номером вимпела навчальний катер отримав новий номер А541. Префіксом «А» (Auxiliary Vessels) позначаються допоміжні судна. Цікаво, що номери типу А54Х виділені Данії, а номер А541 носить судно Birkholm, що перебуває на активній службі.
3 серпня 2018 року розпочався похід катерів Військово-Морських Сил ЗС України «Нова Каховка» (А542), «Сміла» (А541) та «Чигирин» (А540) із залученням курсантів 2-го та 5-го курсів Інституту ВМС та курсантів 2-го курсу відділення військової підготовки Морехідного коледжу.
Під час походу заплановано проведення морської практики курсантів та відвідування портів Гельджук (Турецька Республіка), Констанца (Румунія) і Варна (Республіка Болгарія).
Протягом трьох тижнів курсанти удосконалять свої теоретичні знання, опанують практичні навички за спеціальностями, ознайомляться з навчальним процесом та навчально-матеріальною базою військово-морських навчальних закладів країн, які заплановано до відвідування.
Варто зазначити, що у ВМС ЗС України це вже третій міжнародний катерний похід курсантів після передислокації у 2014 році з території АР Крим та міста Севастополя. Практику таких походів було започатковано у 2016-му, а другий похід відбувся влітку 2017 року.

## Шефство
Відповідно до указу Президента України від 27.09.2010 № 918/2010, над катером встановлено шефство Смілянської районної ради та Смілянської міськради.